# Abel-François Villemain
Abel-François Villemain (Parigi, 9 giugno 1790 – Parigi, 8 maggio 1870) è stato uno scrittore e politico francese.
Il nome del Villemain è legato indissolubilmente alla sua carriera (è stato infatti professore in Sorbona, Accademico di Francia, pari di Francia e due volte ministro dell'Istruzione pubblica), ma soprattutto alla sua opera maggiore Cours de littérature française, con il quale aprì la via agli studi di letteratura comparata.

## Biografia

### Giovinezza
Villemain nacque a Parigi il 9 giugno 1790 da Ignace Jean Villemain, mercante e proprietario terriero, e Anne Geneviève Laumier, figlia di un ricco borghese parigino. La formazione di Villemain avvenne nell'ambito del Lycée Louis-le-Grand, dove già si distinse per la sua precoce intelligenza; al liceo apprese anche i rudimenti della retorica, sotto la guida di Luce de Lancival.
La brillante carriera al Lycée Louis-le-Grand gli procacciò fama di facondo oratore, e gli valse l'attenzione di Fontanes, che subito gli assegnò nel 1810 la cattedra di retorica al Lycée Charlemagne e quella di letteratura francese e di versificazione latina all'École normale supérieure. Sotto questi influssi, Villemain scrisse un magistrale saggio su Michel de Montaigne, grazie al quale vinse un premio nel 1812:
(Gustave Vapereau)

### Restaurazione francese
Una svolta nella vita di Villemain avvenne nel 1814, quando ebbe inizio la restaurazione francese, che garantì un clima artistico che meglio si addiceva al suo temperamento. Già nel 1816, infatti, divenne professore alla Sorbona, dove vinse un altro premio, per degli elogi incentrati sulla figura di Montesquieu. Proprio alla Sorbona ebbe tra l'altro inizio il suo ciclo di lezioni, che si sarebbe poi rivelato fondamentale per i lavori di numerosi poeti, primo fra tutti Honoré de Balzac.

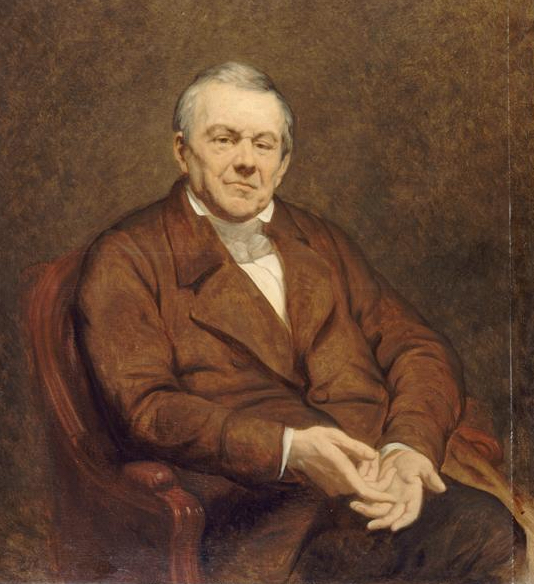
Abel-François Villemain ritratto da Ary Scheffer, 1855

Villemain ebbe la grande fortuna di formarsi immediatamente prima dell'avvento del Romanticismo, e quindi di nutrire un sincero amore per la letteratura senza connotazioni estremiste. Grazie a questa temperie, infatti, ebbe modo di stimare la poesia inglese, tedesca, italiana e francese, senza necessariamente disprezzare i classici romani e greci - come, al contrario, facevano i suoi contemporanei.
Nel 1818 ebbe inizio la sua carriera politica: già in questo anno, infatti, fu chiamato al Consiglio di stato; nel 1821, invece, divenne membro dell'Accademia francese. Nel frattempo scrisse Histoire de Cromwell (1819), un'indagine storiografica sulle gesta di Oliver Cromwell e sulla storia del suo protettorato.
Villemain giovò moltissimo del fervido clima artistico che si respirava all'Accademia. Nel 1823 venne pubblicata la traduzione dei frammenti della De re publica di Cicerone. Due anni più tardi, nel 1825, scrisse Lascaris ou les Grecs du XVe siècle e Essai sur l'état des Grecs depuis la conquête musulmane, due studi dal sapore storico l'uno e di natura letteraria l'altro con i quali Villemain rese pubbliche le proprie simpatie per la causa dell'indipendenza della Grecia. Molto curioso, tra l'altro, è l'aneddoto secondo cui un allievo di Villemain gli comunicò di aver trovato una presunta locuzione francese negli scritti di Cicerone: «Ora questo professore è stato un rivoluzionario durante la rivoluzione, un seguace di Napoleone durante l'Impero ed un monarchico durante la restaurazione». Appena sentito ciò, Villemain avrebbe rapidamente risposto: «Quantae infidelitates! Quot amicorum fugae!» (in latino, «quanta infedeltà! Quanti amici fuggono!»).
Villemain abbandonò il Consiglio di stato nel 1829, a causa dello scandalo sorto dopo la pubblicazione di Chef de l'imprimerie et de la librairie, dove denunciò il ripristino della censura, ai sensi della legge che venne promulgata il 24 giugno 1827.

### Gli ultimi anni

#### Monarchia di Luglio
Sotto la monarchia di Luglio, Villemain conseguì uffici e dignità addirittura maggiori. Durante il regno di Luigi Filippo, infatti, divenne pari di Francia nel 1832; nello stesso anno, tra l'altro, l'uomo si sposò con Dreux Louise Desmousseaux de Givré, coronando un matrimonio che si rivelerà poi molto felice.
Il carisma avuto dall'uomo nel difendere i propri principi gli valse il ruolo di Ministero della Pubblica Istruzione, che venne rivestito due volte: 1839 prima, nel gabinetto Soult, e poi dal 1840 al 1844, sotto la presidenza del Guizot. Il ministero dell'Istruzione, nella persona di Villemain, promosse numerose iniziative, fra cui l'acquisto di un nuovo corpus di epigrafi latine (nel tentativo di vivificare la cultura antiquaria), una proposta di riformare il vigente sistema scolastico, monopolizzato dallo stato (questo progetto, però, fallì due volte), e un piano per allontanare il mondo cattolico dall'insegnamento.

#### Rivoluzione del 1848

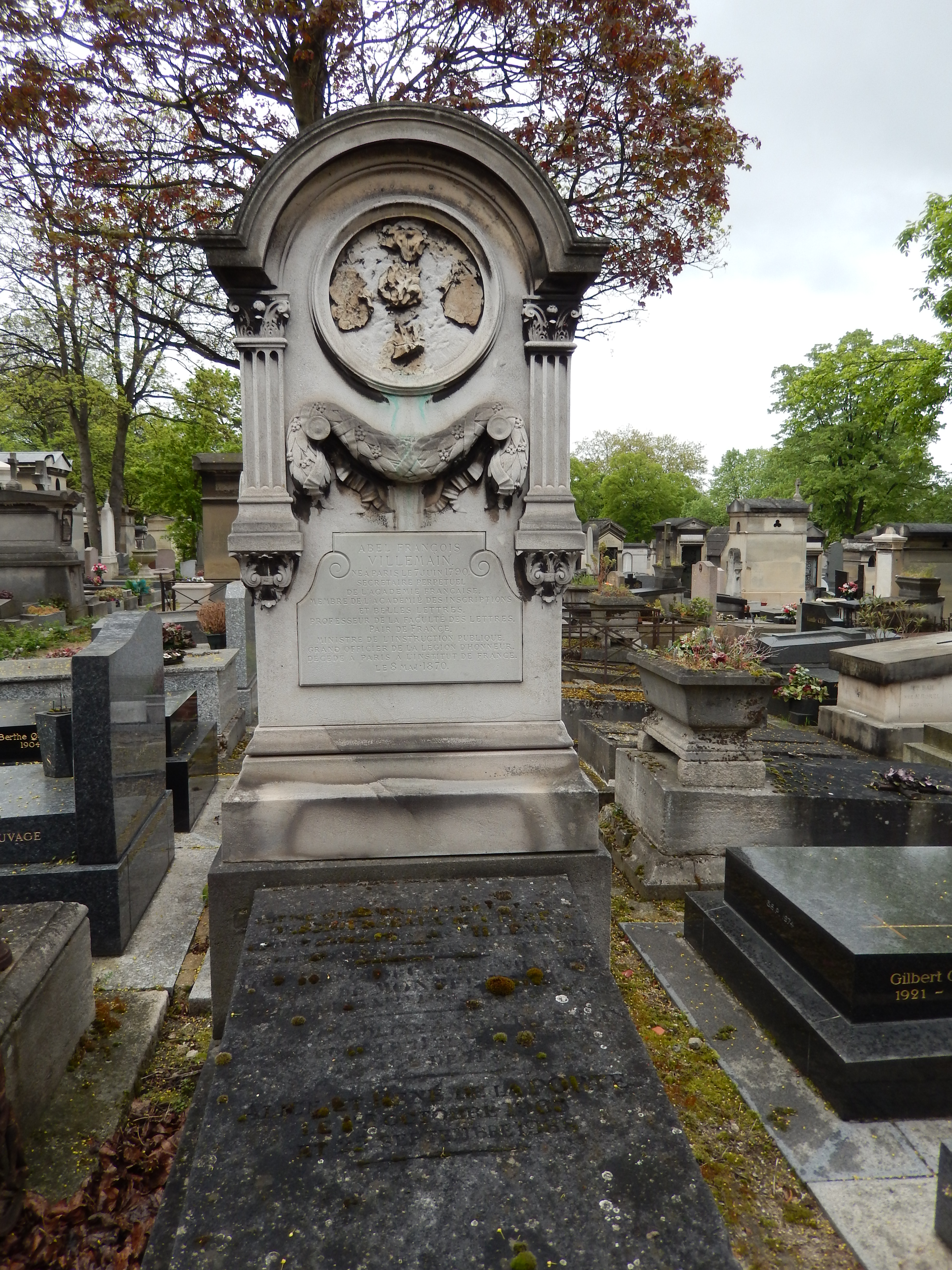
La tomba di Villemain.

In seguito alla rivoluzione francese del 1848 e all'ascesa al trono di Napoleone III, Villemain si ritirò a vita privata, dove poté finalmente dedicarsi di nuovo ai tanto amati studi letterari. Nel 1852 rinunciò alla cattedra dalla Sorbona: da questo momento in poi, il letterato mantenne solo il posto di segretario perpetuo dell'Accademia (ricoperto dal 1834). In questi anni si data la pubblicazione di La France, l'Empire et la Papauté (1860).
Villemain morì a Parigi l'8 maggio 1870. Sinceramente pianto dai suoi contemporanei, il poeta fu sepolto con tutti gli onori nel cimitero di Père-Lachaise.

## Opere
Lo spirito versatile di Villemain si manifesta nella serie di saggi che pubblicò nel corso della sua vita. Questi, incentrati sulla storia della letteratura (antica e moderna), si trovano raccolti in Discours et mélanges littéraires (1823), Nouveaux mélanges historiques et littéraires (1827), Études de littérature ancienne et étrangère (1846), Tableau de l'éloquence chrétienne au VIe siècle (1849), Souvenirs contemporains histoire et de littérature (1853-1855), La Tribune moderne: M. de Chateaubriand (1858), Essai sur le génie de Pindare et sur la poésie lyrique (1859), l'Histoire de Cromwell (1819), e Lascaris ou les Grecs du VIe siècle (1825). La fama di Villemain, tuttavia, è dovuta eminentemente alla paternità del Cours de littérature française, pubblicato tra il 1828 e il 1829 in due parti: Tableau de la littérature au Moyen Âge, e Tableau de la littérature au XVIIIe siècle.
Con questi scritti l'uomo operò una decisa innovazione antidogmatica, dichiarandosi aperto detrattore dello stile dogmatico e pedante, proprio di scrittori come Jean-François de La Harpe. Sebbene contrario agli «eccessi» del Romanticismo, Villemain svolse comunque i programmi di Madame de Staël e degli Schlegel, secondo cui la poesia era un ottimo strumento per recuperare le tracce di ogni civiltà.
Fu proprio durante gli anni trascorsi alla Sorbona, tra l'altro, che Villemain si avvicinò alla figura di Dante Alighieri, il poeta che egli considerava più illustre nella parentesi della letteratura dell'Europa cristiana e medievale. Villemain dedicò a Dante solo tre lezioni, ma riuscì comunque a restituire dignità al poeta italiano: attribuì particolare importanza sia alla sua vita travagliata, pregna di spunti avventurosi e romanzeschi, dando rilievo anche ai legami che univano il pensiero dantesco e la poesia trobadorica.
Le lezioni di Villemain, dunque, furono centrali nella grande riscoperta di Dante da parte dei letterati francesi: il Sainte-Beuve le paragonò addirittura a una «variopinta nuvola elettrica che passa sulle teste dei giovani».